# 蘇氏西鯡
蘇氏西鯡為輻鰭魚綱鲱形目鲱科的其中一種，分布於裏海水域，體長可達26.8公分，棲息在沿海半鹹水水域，為洄游性魚類。

## 擴展閱讀
維基物種上的相關：蘇氏西鯡